# Jens Gaiser
Jens Gaiser (ur. 15 sierpnia 1978 w Freudenstadt) – niemiecki narciarz klasyczny, specjalista kombinacji norweskiej, srebrny medalista olimpijski, srebrny medalista mistrzostw świata juniorów oraz zwycięzca Letniego Grand Prix w kombinacji norweskiej.

## Kariera
Po raz pierwszy na arenie międzynarodowej pojawił się w sezonie 1996/1997 Pucharu Świata B. W cyklu tym startował do sezonu 2006/2007, najlepsze wyniki osiągając w edycji 1997/1998, którą ukończył na 22. pozycji. Sześciokrotnie stawał na podium tych zawodów, w tym: 9 stycznia 2000 roku w Garmisch-Partenkirchen wygrał zawody metodą Gundersena, 13 i 14 stycznia 2007 roku w Chaux-Neuve zwyciężył kolejno w sprincie i Gundersenie. W 1997 roku osiągnął swój jedyny sukces w kategorii juniorów, kiedy wraz z kolegami zdobył srebrny medal w konkursie drużynowym podczas Mistrzostw Świata Juniorów w Canmore. Kilka dni później wziął udział w Mistrzostwach Świata w Trondheim, gdzie wspólnie z Georgiem Hettichem, Matthiasem Looßem i Jensem Deimelem zajął szóste miejsce w konkursie drużynowym.
W Pucharze Świata zadebiutował 7 marca 1998 roku w Lahti, gdzie zajął 24. miejsce w Gundersenie. Tym samym w swoim pucharowym debiucie od razu zdobył punkty. W sezonie 1997/1998 PŚ pojawił się jeszcze trzykrotnie i w klasyfikacji generalnej zajął 48. miejsce. Na Mistrzostwach Świata w Ramsau w 1999 roku Gaiser zajął 31. miejsce w sprincie, a wraz z kolegami z reprezentacji ponownie był szósty w sztafecie. Startował także na Igrzyskach Olimpijskich w Salt Lake City w 2002 roku, zajmując 19. pozycję w sprincie. Najlepsze wyniki w Pucharze Świata osiągnął w sezonie 2005/2006, w którym uplasował się na piętnastej pozycji. Najważniejszym punktem tego sezonu były Igrzyska Olimpijskie w Turynie, gdzie Niemiec osiągnął jeden z największych sukcesów swojej kariery. Wraz z Björnem Kircheisenem, Georgiem Hettichem i Ronnym Ackermannem zdobył tam srebrny medal olimpijski w konkursie drużynowym. Reprezentacja Niemiec prowadziła po skokach, jednak przewaga 10 sekund nad drugimi Austriakami okazała się zbyt mała, by odnieść zwycięstwo. Austriacy stopniowo zmniejszali stratę, choć gdy Ackermann przekazywał sztafetę Gaiserowi Niemcy mieli jeszcze 20 sekund przewagi. Biegnący w ekipie austriackiej Mario Stecher wyprzedził Gaisera i to Austriacy zdobyli złoto o 15 sekund przed Niemcami. Trzecie miejsce wywalczyli reprezentanci Finlandii, tracąc do Niemców 11.5 sekundy.
Sukcesy osiągał także w Letnim Grand Prix w kombinacji norweskiej. W pierwszej edycji zajął drugie miejsce za Matthiasem Looßem, w czwartej był trzeci, za Samppą Lajunenem z Finlandii oraz Billem Demongiem ze Stanów Zjednoczonych, a Letnim Grand Prix 2003 zwyciężył, wyprzedzając Amerykanina Todda Lodwicka i swego rodaka Ronny'ego Ackermanna. Po tym jak nie został włączony do reprezentacji Niemiec na Mistrzostwa Świata w Sapporo w 2007 roku postanowił zakończyć karierę.

## Osiągnięcia

### Igrzyska Olimpijskie
| Miejsce | Dzień     | Rok  | Miejscowość    | Konkurencja           | Wynik zwycięzcy | Strata  | Zwycięzca      |
| ------- | --------- | ---- | -------------- | --------------------- | --------------- | ------- | -------------- |
| 19.     | 21 lutego | 2002 | Salt Lake City | Sprint K-120/7,5 km   | 16:40,1         | +1:39,2 | Samppa Lajunen |
| 2.      | 15 lutego | 2006 | Pragelato      | Sztafeta HS134/4x5 km | 49:52,6         | +15,3   | Austria        |

### Mistrzostwa świata
| Miejsce | Dzień     | Rok  | Miejscowość | Konkurencja          | Wynik zwycięzcy | Strata  | Zwycięzca        |
| ------- | --------- | ---- | ----------- | -------------------- | --------------- | ------- | ---------------- |
| 23.     | 22 lutego | 1997 | Trondheim   | Gundersen K-90/15 km | 43:43,1         | +2.26,7 | Kenji Ogiwara    |
| 6.      | 23 lutego | 1997 | Trondheim   | Sztafeta K-90/4x5 km | 52:18,0         | +3:06,2 | Norwegia         |
| 6.      | 25 lutego | 1999 | Ramsau      | Sztafeta K-90/4x5 km | 49:34,2         | +2:37,9 | Finlandia        |
| 31.     | 27 lutego | 1999 | Ramsau      | Sprint K-90/7,5 km   | 17:48,4         | ?       | Bjarte Engen Vik |

### Mistrzostwa świata juniorów
| Miejsce | Dzień     | Rok  | Miejscowość | Konkurencja          | Wynik zwycięzcy | Strata | Zwycięzca |
| ------- | --------- | ---- | ----------- | -------------------- | --------------- | ------ | --------- |
| 2.      | 14 lutego | 1997 | Canmore     | Sztafeta K-89/3x5 km | ?               | ?      | Francja   |

### Puchar Świata

#### Miejsca w klasyfikacji generalnej
- sezon 1997/1998: 48.
- sezon 1998/1999: 45.
- sezon 1999/2000: 47.
- sezon 2000/2001: 37.
- sezon 2001/2002: 18.
- sezon 2002/2003: 24.
- sezon 2003/2004: 17.
- sezon 2004/2005: 32.
- sezon 2005/2006: 15.
- sezon 2006/2007: 42.

#### Miejsca na podium chronologicznie
Gaiser nigdy nie stanął na podium indywidualnych zawodów Pucharu Świata.

### Puchar Kontynentalny

#### Miejsca w klasyfikacji generalnej
- sezon 1996/1997: 42.
- sezon 1997/1998: 22.

#### Miejsca na podium chronologicznie
| Nr | Data             | Miejscowość            | Konkurencja           | Wynik zwycięzcy | Pozycja | Strata  | Zwycięzca         |
| -- | ---------------- | ---------------------- | --------------------- | --------------- | ------- | ------- | ----------------- |
| 1. | 9 stycznia 2000  | Garmisch-Partenkirchen | Gundersen K120/15 km  | ?               | 1.      | -       | -                 |
| 2. | 19 stycznia 2000 | Calgary                | Gundersen K90/15 km   | ?               | 3.      | ?       | Christoph Bieler  |
| 3. | 20 stycznia 2000 | Calgary                | Sprint K90/7.5 km     | ?               | 3.      | ?       | Andreas Hurchler  |
| 4. | 22 stycznia 2005 | Baiersbronn            | Gundersen HS90/15 km  | ?               | 3.      | +10.7 s | Yōsuke Hatakeyama |
| 5. | 13 stycznia 2007 | Chaux-Neuve            | Sprint HS100/7.5 km   | 14:08.3 min     | 1.      | -       | -                 |
| 6. | 14 stycznia 2007 | Chaux-Neuve            | Gundersen HS100/15 km | ?               | 1.      | -       | -                 |

### Letnie Grand Prix

#### Miejsca w klasyfikacji generalnej
- 1998: 2.
- 1999: 8.
- 2000: 26.
- 2001: 3.
- 2002: 6.
- 2003: 1.
- 2004: 23.
- 2005: 5.
- 2006: 56.

#### Miejsca na podium chronologicznie
| Nr | Data             | Miejscowość | Konkurencja         | Wynik zwycięzcy | Pozycja | Strata  | Zwycięzca     |
| -- | ---------------- | ----------- | ------------------- | --------------- | ------- | ------- | ------------- |
| 1. | 24 sierpnia 2002 | Klingenthal | Gundersen K80/16 km | ?               | 3.      | +42.4 s | Mario Stecher |
| 2. | 22 sierpnia 2003 | Villach     | Gundersen K90/15 km | ?               | 2.      | +1.8 s  | Todd Lodwick  |
| 3. | 24 sierpnia 2003 | Steinbach   | Sprint K120/9 km    | ?               | 1.      | -       | -             |